# Labarthe-Bleys
Labarthe-Bleys (okzitanisch: La Barta de Bluèis) ist eine französische Gemeinde mit 73 Einwohnern (Stand: 1. Januar 2022) im Département Tarn in der Region Okzitanien. Sie gehört zum Arrondissement Albi und zum Kanton Carmaux-2 Vallée du Cérou. 

## Geographie
Labarthe-Bleys liegt rund 28 Kilometer nordwestlich von Albi am Cérou. Umgeben wird Labarthe-Bleys von den Nachbargemeinden Marnaves im Norden und Nordwesten, Mouzieys-Panens im Nordosten, Les Cabannes im Osten und Südosten, Vindrac-Alayrac im Süden sowie Tonnac im Westen und Südwesten.

## Bevölkerungsentwicklung
| Jahr                       | 1962 | 1968 | 1975 | 1982 | 1990 | 1999 | 2006 | 2017 |
| Einwohner                  | 84   | 81   | 78   | 70   | 65   | 83   | 83   | 75   |
| Quellen: Cassini und INSEE |      |      |      |      |      |      |      |      |

## Sehenswürdigkeiten
- Kirche Saint-Hilaire in Bleys